# Handley Page HP.115
Die Handley Page H.P. 115 war ein britisches Experimentalflugzeug, mit dem mögliche Tragflächenkonfigurationen für das Überschallverkehrsflugzeug Concorde untersucht wurden.

## Geschichte
Die H.P. 115 wurde im Auftrag des britischen Luftfahrtministeriums gebaut. Sie diente als Forschungsflugzeug für das britisch-französische Überschallverkehrsflugzeug Concorde. Während die Hochgeschwindigkeitstests mit der BAC 221 ausgeführt wurden, war die H.P. 115 nicht für Überschallgeschwindigkeit konzipiert, sondern für die Erprobung der Stabilität und Steuerbarkeit von Flugzeugen mit extremer Pfeilung ausgelegt. Insbesondere sollten die Langsamflugeigenschaften eines schlanken Deltaflügels untersucht werden. Die Tests wurden bis 1974 fortgesetzt.

## Konstruktion
Rumpf und Tragflächen der H.P. 115 sind aus Metall, die Ruder sind stoffbespannt. Das Flugzeug verfügt über ein nicht einziehbares Bugradfahrwerk. Die Tragflächen sind deltaförmig. Das Triebwerk befindet sich auf dem Rumpfheck unterhalb des Seitenleitwerks. Im Seitenleitwerk war eine Kamera installiert, mit der während der Testflüge Aufnahmen der auf den Tragflächen zur Feststellung der Strömungsverhältnisse angebrachten Wollfäden gemacht wurden. Die H.P. 115 verfügt über einen Bremsschirm unterhalb des Seitenleitwerks.

## Technische Daten

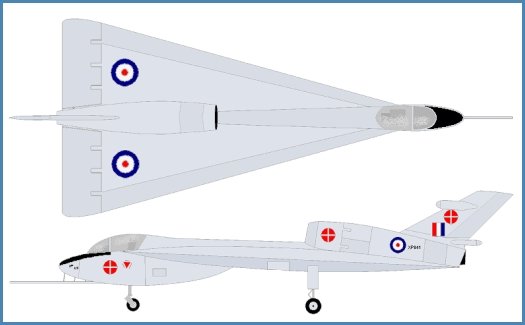
Zeichnung der Handley Page HP.115

| Kenngröße             | Daten                                    |
| --------------------- | ---------------------------------------- |
| Besatzung             | 1                                        |
| Länge                 | 13,72 m                                  |
| Spannweite            | 6,10 m                                   |
| Flügelfläche          | 39,95 m²                                 |
| max. Startmasse       | 2268 kg                                  |
| Höchstgeschwindigkeit | 399 km/h                                 |
| Triebwerk             | 1 TL Bristol Siddeley Viper 9 mit 862 kp |

## Verbleib

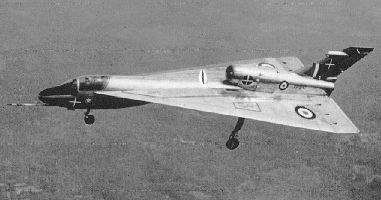
H.P. 115 im Flug

Nach der Außerdienststellung wurde die H.P. 115 im RAF-Museum Colerne ausgestellt. Als dieses geschlossen wurde, kam die Maschine in die Nebenstelle des Royal Air Force Museum in Cosford. Zur Eröffnung der Concorde-Ausstellung im Fleet Air Arm Museum wurde die H.P. 115 dorthin überführt, wo sie neben einem Concorde-Prototyp und der BAC 221 ausgestellt ist.